# Henkersmahlzeit

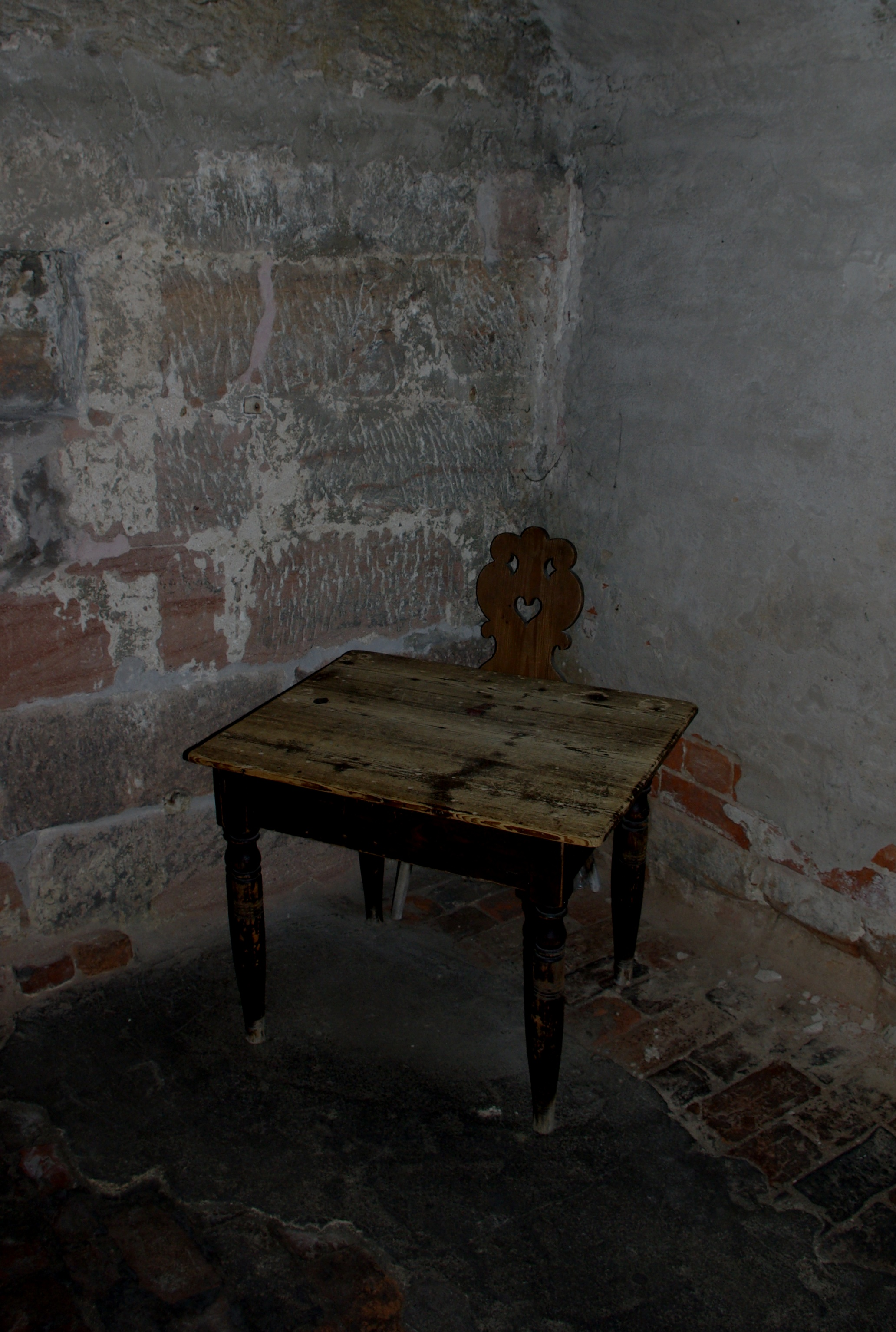
Tisch für die Henkersmahlzeit in den mittelalterlichen Lochgefängnissen in Nürnberg

Als Henkersmahlzeit (engl. „Last Meal“) wird die letzte Mahlzeit einer zum Tode verurteilten Person vor ihrer Hinrichtung bezeichnet. Es wird in der Regel auf Wünsche des Verurteilten Rücksicht genommen. In vielen Ländern der Welt werden die Wünsche von Verurteilten im Gefängnis ermöglicht. Ob und unter welchen Umständen dieser letzte Wunsch gewährt wird, ist unterschiedlich.
Schon vor Jahrhunderten wurden die letzten Mahlzeiten – insbesondere bei berühmten Persönlichkeiten oder berüchtigten Straftätern – in vielen Fällen aufgezeichnet.

## Geschichte und Allgemeines
Die Tradition, zum Tode Verurteilte ihre letzte Mahlzeit auswählen zu lassen, war nicht nur in Europa verbreitet, wo sie bis ins 14. Jahrhundert nachgewiesen wurde.
Im Alten Ägypten galt es als Bestätigung des Todesurteils, Verurteilten Zugang zu den Speisen von der Tafel des Herrschers zu gewähren. Die Annahme, dass die Praxis der Henkersmahlzeit christlichen Ursprungs sein könnte, wurde durch historische Berichte aus Asien widerlegt. So war es beispielsweise im Perserreich üblich, Essens- und Getränkewünsche von Todeskandidaten zu berücksichtigen.
Der Kriminologe Hans von Hentig sieht das Ziel der Henkersmahlzeit darin, Rechtsfrieden zwischen dem Hinzurichtenden und den Vollstreckern der Todesstrafe zu demonstrieren.
Der Philosoph Wolfram Eilenberger bezeichnet die Tradition der Henkersmahlzeit als „paradoxes Privileg“, da das Leben des Verurteilten ausgelöscht sein wird, „noch bevor die Nahrung verdaut ist“.
Je größer das öffentliche Interesse an dem verhandelten Fall und der verurteilten Person war, desto höher ist die Wahrscheinlichkeit, dass die letzten Essenswünsche dokumentiert und bekannt wurden.

## USA
In den USA wird versucht, dem Verurteilten jeden Essenswunsch zu ermöglichen. Allerdings beschränkt sich dies oft auf Produkte, die lokal erhältlich sind und in der Gefängnisküche zubereitet werden können. Es gibt in der Regel eine finanzielle Obergrenze, in Florida beträgt sie 40 US-Dollar. Seit der Wiedereinführung der Todesstrafe im Jahr 1976 werden Todeskandidaten keine alkoholischen Getränke mehr serviert.
Erfahrungen aus den Vollzugsanstalten zeigen, dass lediglich eine geringe Anzahl von zum Tode Verurteilten auf ihr sogenanntes Last Meal verzichtet. Das am meisten gewünschte Essen ist Cheeseburger. Andere Auswertungen haben ergeben, dass sich mehr als die Hälfte der in Huntsville Hingerichteten entweder Burger, Steak oder Hühnchen wünschten. Unter den Henkersmahlzeiten, die (zwischen 1984 und 2001) in texanischen Todeszellen serviert wurden, waren jedoch auch eine einfache Schüssel Cornflakes, eine Portion Eis, ein Apfel oder die Lieblingssüßigkeiten.
Nach Beschwerden, das hohe öffentliche Interesse an solchen Mahlzeiten sei geschmacklos, wurden diese Informationen in Texas seit 2003 nicht mehr auf der Website der Justizverwaltung veröffentlicht. Nachdem Lawrence Brewer im September 2011 eine üppige Mahlzeit bestellt, diese aber nicht angerührt hatte, beschwerte sich der texanische Senator John Whitmire darüber. Die Henkersmahlzeit sei ein „extrem unangemessenes Privileg“, da schließlich die Opfer auch kein Recht darauf gehabt hätten. Wenig später wurde die Praxis einer Henkersmahlzeit in Texas eingestellt. Die offizielle Begründung lautete, dass auch die Opfer der Mörder ein solches Privileg nicht genossen hätten.

## Einige Beispiele

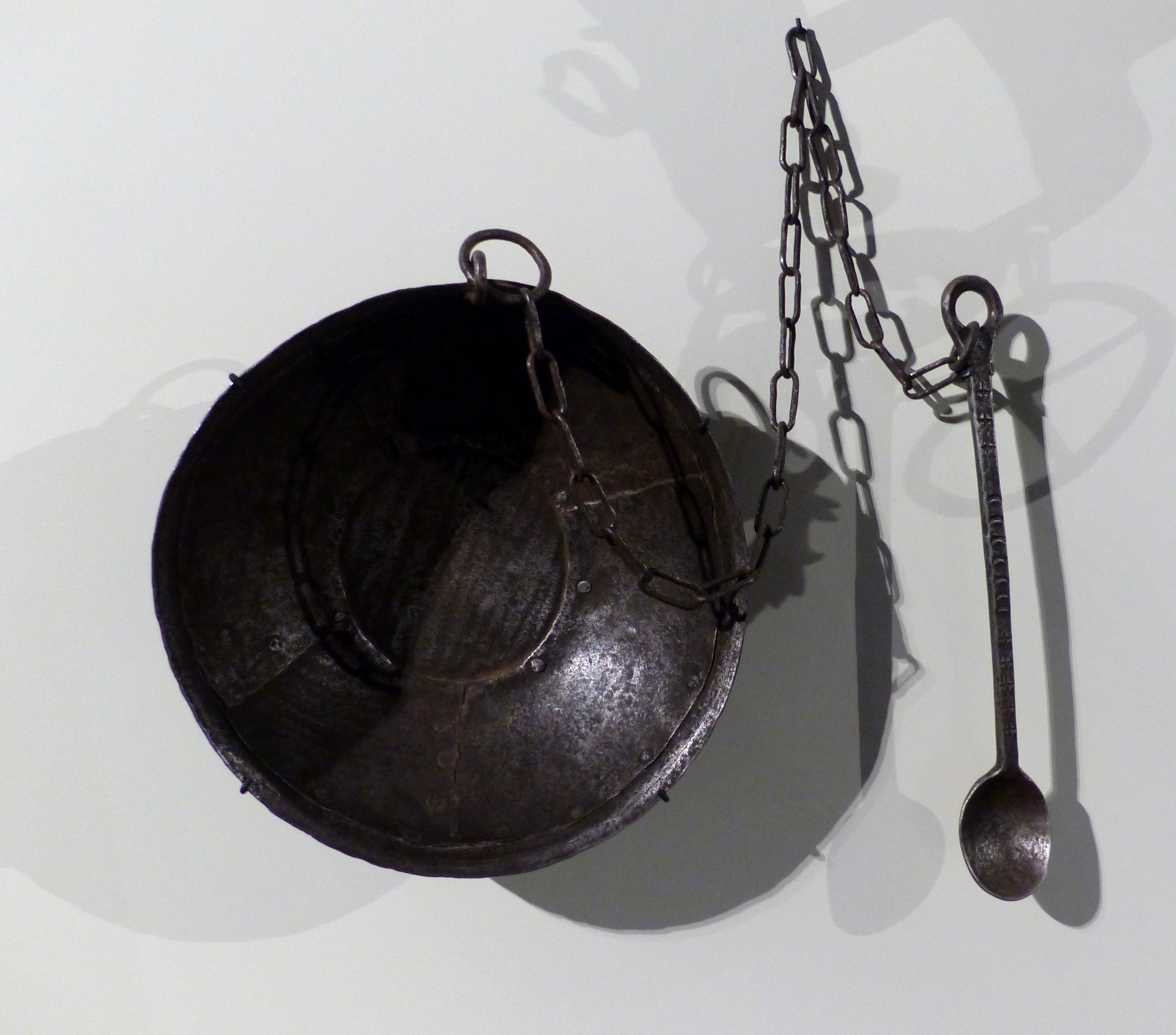
Metallgeschirr für die Henkersmahlzeit, Paneum (Oberösterreich)

- Ludwig XVI., Frankreich, 1772, verurteilt wegen Hochverrats; gebratenes Hähnchen, gekochtes Rindfleisch und pürierte Rüben sowie etwas Gemüse, zwei Gläser Wein (mit Wasser verlängert), etwas Gebäck, ein Stück Biskuitkuchen und ein Glas Malaga-Wein.[8]
- Peter Kürten, Deutschland 1931, Serienmörder; Wiener Schnitzel und Bratkartoffeln mit einer Flasche Weißwein. Sogar der erbetene Nachschlag wurde ihm gewährt.[9]
- Ted Bundy USA, 1989, verurteilter Serienmörder; Steak, Eier, Toast mit Butter und Marmelade, ein Glas Saft und ein Glas Milch[10]
- Timothy McVeigh, USA 2001, verurteilt für den Bombenanschlag von Oklahoma City; 1 Liter Pfefferminz-Schokoladen-Eiscreme[11]